# Amt Schlicht

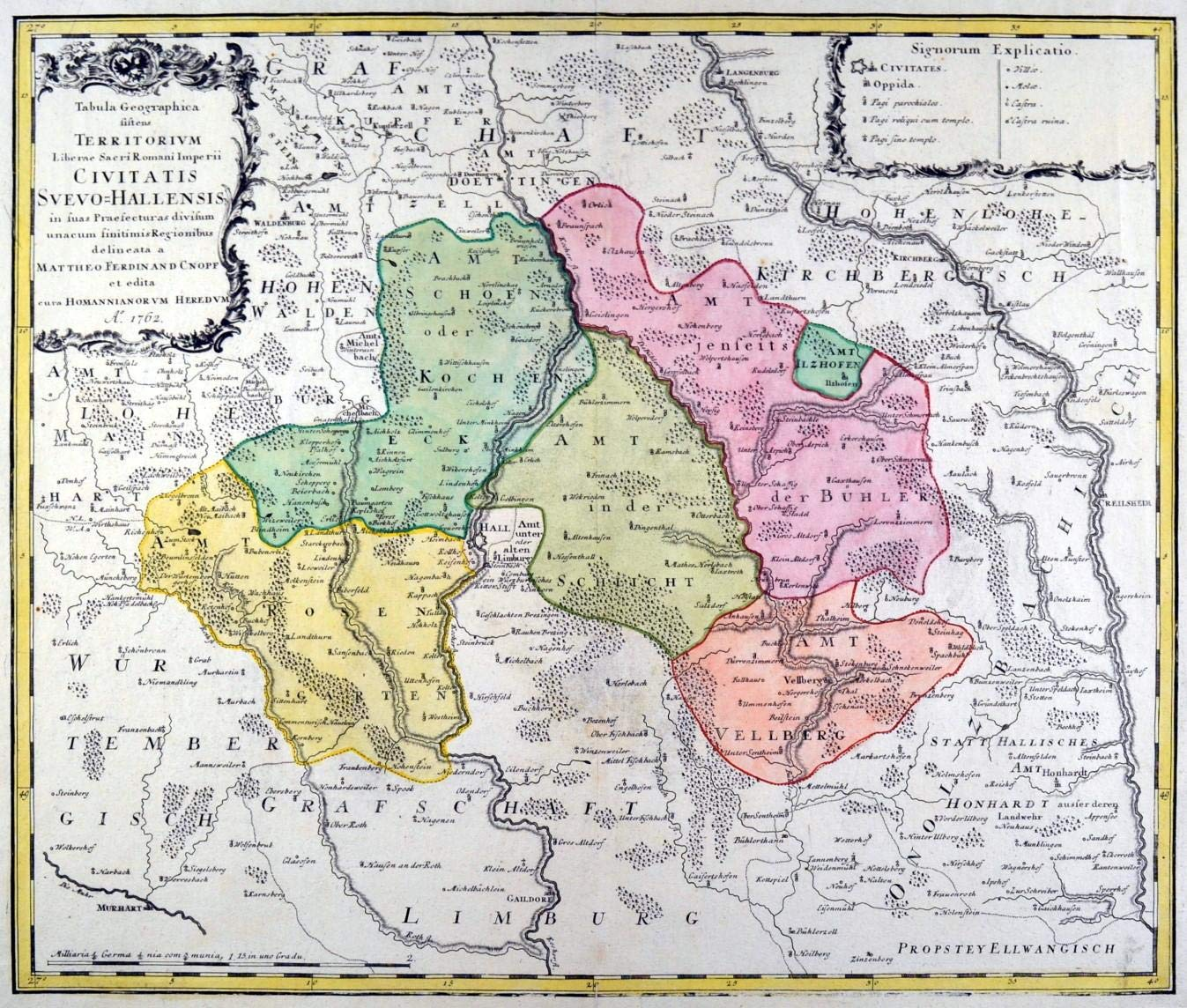
Genordete Karte des hällischen Territoriums im Jahre 1762. Das Amt Schlicht liegt östlich von Hall (gelbgrüne Fläche).

Das Amt Schlicht war bis 1803 eines von sieben städtischen Ämtern der Reichsstadt Hall, dem heutigen Schwäbisch Hall im nördlichen Baden-Württemberg.
Das Amt Schlicht lag östlich von Hall und umfasste die Orte Bühlerzimmern, Eltershofen, Gelbingen, Sulzdorf, Weckrieden (ganz), sowie Hessental und Tüngental (je teilweise). Nach Übernahme der Limpurg samt dem Dorf Unterlimpurg durch Hall gehörte Unterlimpurg anfangs noch zum Amt Schlicht, bis es den Status einer Vorstadt der Reichsstadt erlangte. Im Jahr 1803 hatte das Amt Schlicht 1493 Einwohner. 
Die Ämter der Reichsstadt Hall zogen die Abgaben der Untertanen ein. In den einzelnen Orten hatten oft auch andere Herrschaften wie Brandenburg-Ansbach und das Haus Hohenlohe Teile der Rechte inne. 
Mit dem Ende der Reichsstadt Hall wurde das Gebiet des Amtes Schlicht in das württembergischen Oberamt Hall eingegliedert.

## Bevölkerungsentwicklung
- 1593: 447 Haushalte
- 1662: 388 Haushalte
- 1730: 527 Haushalte
- 1790: 572 Haushalte
- 1803: 1493 Einwohner

## Gewerbe
Im Jahr 1790 waren die wichtigsten Berufsgruppen:
- Bauern (größte Gruppe)
- Schneider: 23 Personen
- Zimmermann: 13 Personen
- Weber: 7 Personen
- Schumacher: 6 Personen
- Ziegler: 6 Personen
- Bäcker: 6 Personen
- Maurer: 5 Personen
- Wirt: 5 Personen